# Gilbert Roth
Gilbert Roth (Paris, 3 juin 1945 – Limoges, 14 avril 2015), est un militant anarchiste français.
Il est notoirement connu pour avoir été l'un des principaux animateurs du Centre international de recherches sur l'anarchisme (Marseille) de 1998 à sa mort en 2015,,.

## Biographie
Son grand-père italien du côté maternel, Attilio Cini (1868-1926), est fiché comme « anarchiste » par la Sûreté générale en 1903,,.
Gilbert Jean Maurice Roth découvre les idées libertaires avant Mai 1968, mais ne commence à militer qu'en 1969. Il a été membre de la Fédération anarchiste, de la Confédération nationale du travail et de l’Union pacifiste de France ainsi que du Mouvement Indépendant des Auberges de Jeunesse.

### «Travailleur de la nuit»
Il est arrêté le 11 décembre 1972, sous l’inculpation d’avoir participé, la veille, au cambriolage d’une étude de notaire à Montmorency. Le 4 juillet 1975, il est jugé devant le tribunal de Pontoise. Plusieurs témoins de « moralité » dont May Picqueray et Léo Campion sont présents. La seule preuve apportée par l'accusation est la présence d’un pied de biche à son domicile. Léo Campion déclare : « Monsieur le président, j’ai, sur moi, tout ce qu’il faut pour commettre un viol, et pourtant je n’ai jamais commis de viol ! » Il est relaxé après quatre mois de prison préventive.
À partir de 1974, il participe aux activités de la librairie libertaire « Le Jargon libre » (1974-1984) à Paris, créée par Hellyette Bess, dont il fut le compagnon.
La même année, après l'arrestation de plusieurs membres des Groupes d'action révolutionnaires internationalistes, il participe à plusieurs actions spectaculaires de solidarité dont l'enlèvement de la statue en cire du Musée Grévin du roi d'Espagne, Juan Carlos, et l'attentat contre la statue de Louis IX au Palais de Justice de Paris (15 janvier 1975).
Il témoigne de cette époque dans le film Ni vieux, ni traîtres de Pierre Carles et Georges Minangoy (2006).

### Centres de recherche sur l'anarchisme
En 1998, à la demande de l'historien René Bianco, il s’investit dans les activités du Centre international de recherches sur l’anarchisme de Marseille dont il informatise les collections.
En 2008, il est l'un des fondateurs du Centre international de recherches sur l’anarchisme du Limousin.
Il a écrit de nombreux articles dans Le Réfractaire et dans les publications du CIRA : Alexandre Jacob, Élisée Reclus, Han Ryner ou la propagande par le fait.

### Postérité
Depuis 2016, un espace associatif porte son nom à Limoges, au 64 avenue de la Révolution, où d’innombrables événements anti-autoritaires ont été organisés.

## Notices et sources
- Fériel Alouti, « À Marseille, vous saurez tout sur les anars », Les Inrocks,‎ 23 juillet 2013 (lire en ligne).
- Jean-Louis Nicquevert, René Burget, « Gilbert, solidaire à fond la caisse ! », Union pacifiste de France, no 529,‎ mai 2015, p. 7 (lire en ligne).
- « notice biographique », Dictionnaire des anarchistes, « Le Maitron ».
- « notice biographique », L'Éphéméride anarchiste.